# Akiva ben Iosef
Akiva ben Yosef o Rabí Akiva (en hebreu: רבי עקיבא) va ser un rabí jueu que va viure entre els anys 50 i 135. El rabí Akiva, va formar part de la tercera generació dels savis anomenats Tanaim. Akiva va ser una gran autoritat en matèria de tradicions jueves, i fou un dels comentaristes de la Mixnà, del Midraix, i de l'Halacà (la llei jueva). És anomenat en el Talmud com el cap de tots els savis. Si bé manquen dades històriques diferents de la tradició talmúdica, es considera que el rabí Akiva, és el pare del judaisme ortodox modern.

## Biografia
Manquen les dades històriques referents al rabí Akiva, tan sols ha arribat el material provinent de les fonts rabíniques, més concretament del Talmud. Akiva ben Iosef (en hebreu: עקיבא) en el Talmud Babilònic provenia d'una família humil. Una altra tradició afirma que Akiva era un descendent de Sistera. Segons el Talmud el seu pare va ser un prosèlit anomenat Iosef.
Es creu per tradició, que Akiva va ser en la seva joventut un pastor d'ovelles, ignorant de les lleis i les tradicions, un home del poble. La seva esposa Raquel, és esmentada dues vegades. Es creu que Raquel (l'esposa del rabí Akiva) era filla de Kalba Sabua, un ric resident de Jerusalem, que va rebutjar al seu gendre, mentre que una altra tradició anomena com al seu sogre, a un home anomenat Joshua.
A l'edat de 40 anys, sent pare d'una nombrosa família, Akiva va decidir concórrer a l'acadèmia del seu poble natal, Lod, dirigida per Eliezer ben Hyrcanus, que va ser l'única persona que Akiva després designava com «Rabí» ('el meu gran' mestre). Aquestes dades són importants per fixar la data del seu naixement. És conegut que en els anys 95–96 Akiva ja tenia gran prominència, i després, va estudiar 13 anys abans de ser el mateix un Rabí, per la qual cosa l'inici dels seus anys d'estudi deu ser al voltant dels anys 75–80 EC. Conseqüentment, si acceptem la tradició que Akiva tenia 40 anys quan va començar els seus estudis de la Torà, deu haver nascut entre els anys 40 i 50 EC. Fonts de la crítica bíblica esmenten que la xifra de «40 anys» indica simplement que era major que els altres alumnes, ja que el número 40 és interpretat com a «molt temps», com en la frase «40 anys en el desert».
A més d'Eliezer, Akiva va tenir altres mestres, principalment Joshua ben Hanania i Nahum de Gimzo. En cert sentit Rabí Tarfon va ser considerat un dels mestres d'Akiva, però després l'alumne va superar al mestre i Rabí Tarfón va ser un dels grans admiradors d'Akiva. Probablement Akiva va romandre a Lod mentre Eliezer va habitar allí, i després va portar la seva pròpia escola a Bené-Berac, que quedava a cinc milles romanes de Yafo (lloc distant de l'actual ciutat). Akiva també va viure algun temps a Zifron, l'actual Zafran.
Algunes cites esmenten un viatge d'Akiva a Roma en els anys 95-96 EC, acompanyat per Raban Gamliel, Rabbí Elazar ben Azaria i Rabí Yoshua per sol·licitar a l'emperador Titus Flavi Domicià que anul·lés els decrets contra els jueus. No van aconseguir reunir-se amb l'emperador, però després de la seva mort, l'emperador Nerva, va anul·lar l'impost que havien de pagar els jueus. Múltiples relats del Talmud estan associats a aquest viatge.
Dins dels savis contemporanis a Rabí Akiva que van ser influïts pel seu pensament podem esmentar a Elisha ben Avuia, Eliezer ben Tzodok, Eleazar ben Azaria, Gamaliel II, Yehuda ben Betheira, Iojanan ben Nuri, Rabí Iosei Haglili, Rabí Ismael, Janina ben Dosa, Simón ben Azai i Simón ben Zoma.
L'acadèmia de Bené-Berac va tenir gran renom, i els seus deixebles van ser nombrosos, les cites talmúdiques que porten el seu nom arriben fins a 24.000.
Rabí Akiva era un dels membres més actius del Sanedrí amb seu a Yavne, i un dels col·laboradors més propers del Nasí Rabán Shimon ben Gamliel de Yavne. Al grup d'estudiosos al voltant d'Akiva era anomenat "El vinyer de Yavne", dins dels quals es destacava Rabí Ismael ben Elisha.
Rabí Akiva va tenir una participació molt activa en la revolta contra l'Imperi romà encapçalada per Ximon bar Kokhebà, a qui va proclamar com el Messies. Va ser capturat pels romans i torturat fins a morir a Cesarea l'any 135.
Sota l'acusació, que va ser violar els decrets d'Hadrià que prohibien l'ensenyament de la Torà, el rabí Akiva va ser torturat amb pintes de ferro roent escalfades, amb les quals li arrencaven la pell i la carn, per la qual cosa és considerat un dels 10 màrtirs del judaisme, i el seu nom és recordat en el servei de Yom Kippur. La tradició explica que va ser torturat en el moment de dir la pregària del Shemà Israel, una oració jueva que proclama el monoteisme, i que el rabí va pronunciar la paraula Echad en el moment de morir.

## Deixebles
D'acord amb el còmput de Maimònides, Rabí Akiva pertany a la tercera generació de Tanaim.
Dins dels nombrosos deixebles que va tenir, calen destacar dels pertanyents a la "segona generació":
- Rabí Meir
- Rabí Iudá ben Ilai[12]
- Rabí Ximon bar Yohaï, autor del Zohar segons la tradició
- Rabí José ben Halafta, autor del Seder Olam Rabá.[13]
- Rabí Nehemiá, (autor de Mishnat ha-Middot, text de Geometria)

Rabí Iehuda Ha-Nasi, el compilador de la Mixnà, va ser un deixeble del rabí Meir, que li va transmetre els ensenyaments del rabí Akiva.
Pel que fa a la primera generació de deixebles, el Talmud ens explica que la majoria van morir en una gran epidèmia, durant els dies de Sefirat ha-ómer. En la festa de Lag ba-Ómer, es recorda el final d'aquesta plaga.
Aquila de Sinop, va realitzar una nova traducció del Tanakh al grec sota la supervisió del rabí Akiva, sent aquesta una traducció molt literal, a diferència de la Septuaginta. Dins de les diferències podem citar: la traducció del versicle respecte a la profecia de la dona esmentada a Isaíes 7:14, a on la paraula Almah és traduïda com: "dona jove" en comptes de "verge", com tradueix la Septuaginta, ja que la paraula en hebreu per a dir "verge" és Betulah.

## Mètode
La metodologia desenvolupada per Akiva estava basada en una interpretació del text que donava principal importància a cada lletra, paraula i símbol. D'aquesta manera, Akiva va poder adequar les lleis transmeses per tradició a les necessitats del seu temps. Els seus deixebles van aplicar aquest acostament en els Midrashim que van compilar.
Així mateix, Akiva va organitzar sistemàticament el conjunt de lleis (halajot) i tradicions anteriors de la llei oral (hebreu: Torà she beal pé תורה שבעל פה), que era complex i molt difícil de comprendre, separant les lleis de la seva exegesi. Va compilar i va organitzar les lleis en 6 seccions i subseccions, d'acord amb el tema en qüestió. Aquest sistema va ser continuat pel Rabí Meir i el seu deixeble, Rabí Iehuda Ha-Nasi, que ho va utilitzar en escriure la Mixnà. Els tractats del Talmud, en ser comentaris dels tractats de la Mixnà, segueixen aquest ordre. L'exegesi de les lleis les va compilar en el Midrásh, desenvolupant aquest mètode, (midraix i halacà) i va promulgar noves lleis (halajot) deduïdes lògicament de les anteriors, constituint un cos legal orgànic. Aquesta és una de les raons per les quals és considerat com el fundador del judaisme rabínic. El seu codi rep el nom de Mixnà del rabí Akiva.

Iojanan Bar Napà ens va deixar aquesta important cita referent a la composició i edició de la Mixnà i altres textos legals (halacà):
| « | La nostra Mixnà, prové directament del rabí Meir, la Tosefta prové del rabí Nehemies, el Sifrà prové del rabí Yehudà, i el Sifrei del rabí Simó, però tots ells van prendre al rabí Akiva com el seu model, en els seus treballs, i van seguir el seu mètode (tractat Sanedrí 86a) | » |

## Idees fonamentals
Akiva mai va oblidar el seu origen humil, i això es reflecteix en les seves idees, dins de les quals podem esmentar:
- Les desigualtats i injustícies existents al món creat no han d'interferir en la nostra creença, per la qual cosa les lleis no han d'excloure ni exigir grans sacrificis als sectors més pobres i febles ni privilegiar als més poderosos. Per ex., en el cas de les sepultures costoses.
- Les lleis civils poden interpretar-se. La legislació deu afavorir els sectors més oprimits, com a vídues i orfes. Per ex. les lleis de Peá donant preferència a les vídues i orfes en la recol·lecció de les gavelles deixades enrere.[17]
- La dona deu ser protegida. Per ex. va dictaminar que si els ingressos d'una dona eren superiors al cost del seu manteniment, la diferència era de la seva propietat.
- El matrimoni deu ser protegit, per la qual cosa va establir dures penes contra la infidelitat.
- Els comerciants observants de la Torà han de ser protegits pels desavantatges que això implica. Per ex. tenen limitat el marge de guany.[18]
- Les supersticions han de ser erradicades del judaisme perquè són una forma d'idolatria.

## Cites en el tractat de Principis
Algunes de les cites del Pirké Abot.

### Justícia i Benevolència
La idea d'aplicació estricta de la Llei és bàsica en el pensament del Rabí Akiva, per la qual cosa l'atribut diví de Benevolència podria entrar en conflicte amb el de Justícia. Ell va ensenyar que Déu combina Bondat i Benevolència amb estricta Justícia. Va dir: 
| « | El Món es jutjat amb benevolència, però tot depèn de la majoria de les nostres accions". (Pirké Abot Cap. 3:18) | » |

És a dir, Déu és benvolent, però el resultat del judici sobre l'home està donat per si predominen les nostres bones accions sobre les dolentes o viceversa.

### Lliure albir
Akiva sostenia emfàticament la llibertat d'elecció en l'Home, en aparent contradicció amb la predestinació. La seva màxima sobre aquest tema està citada en el Pirke Avot:
| « | Tot està previst, però l'home té el lliure albir (Pirké Abot Cap. 3:18) | » |

Definint que aquesta aparent paradoxa simplement està més enllà de la capacitat de comprensió de l'Home.

### Normes de vida
Pel que fa a com conduir-nos, el Rabí Akiva diu:
| « | La burla i la frivolitat condueixen a l'home a la immoralitat. La tradició és com una tanca que protegeix la Torà, la beneficència protegeix la riquesa, els vots condueixen a l'abstinència, mentre que el silenci condueix a la saviesa.(Pirké Abot Cap. 3:17) | » |

## Càbala
Si bé algunes fonts minoritàries, el citen com l'autor del Séfer Yetsirà, hi ha nombroses cites del text anteriors a ell. Aryeh Kaplan suggereix la possibilitat que el rabí Akiva hagi modificat el text, que en aquella època es transmetia oralment, seguint el seu mètode de precisió en cada lletra i paraula. Al seu deixeble, el rabí Ximon bar Yohaï, se li atribueix la redacció del Zohar, un text fonamental en la Càbala jueva. Així mateix, Akiva és esmentat en múltiples textos cabalístics, com el Xiur Komà, de rabí Moixè Cordovero, el Sefer ha-Bahir, i uns altres.

## Relats
Existeixen molts relats (hagadot) del rabí Akiva, tant en el Talmud de Jerusalem, com en el Talmud de Babilònia. Esmentarem només alguns d'ells.

### Modèstia
Un exemple de la seva modèstia és la directiva sobre el seu enterrament donada al seu fill Simó, on expressament demanava que el seu enterrament fos simple, i que els seus seguidors l'honrin complint amb les lleis de la Torà. El rabí Akiva va dir:
| « | Germans de la casa d'Israel, escolteu-me. No perquè jo sigui un estudiant, un de venir vostès en gran nombre, car certament hi ha gent més sàvia que jo. No perquè sigui un home ric, perquè hi ha molta més gent, més rica que jo. La gent del sud coneix a Akiva, però quanta gent de Galilea em coneix? Els homes em coneixen, però quantes dones i nens em coneixen? | » |

### Fe
El Talmud diu:
| « | Raban Gamliel, el rabí Eleazar ben Azarya, el rabí Yehoshua i el rabí Akiva, van pujar novament a Jerusalem. En arribar a la muntanya de Tzofim (el Mont Scopus), van esquinçar les seves vestimentes en senyal de dol. Després, quan van arribar a la Muntanya del Temple, van veure una guineu que sortia de l'indret on es trobava el Santa Sanctorum. Ells van començar a plorar, tots menys el rabí Akiva que reia. Li van preguntar: Per què riu? i ell va demanar: Per què ploreu? Ells van respondre: Aquest és el lloc sobre el qual està escrit: l'estrany que s'apropi a aquest indret ha de morir (Bamidbar 1) i ara les guineus caminen sobre aquest lloc, com no hem de plorar? El rabí Akiva els va respondre: per això ric, com està escrit a Yeshayahu: "Donaré testimoni amb testimonis fidels, amb Uria el sacerdot, i amb Zejatria ben Yebarjihu." Els nostres savis van demanar: ¿Per què està Uria al costat de Zejaria? Uria va viure durant el primer Temple i Zejaria durant el segon Temple. El motiu és perquè estan connectats el versicle de la profecia de Zejaria amb el de la profecia d'Uria. A Uria està escrit (Mija 3) «Per tal raó, per la vostra culpa, Sió serà llaurada com un camp, Jerusalem esdevindrà un munt de runes, i el Munt del Temple, serà com les muntanyes cobertes de bosc. A Zejaria està escrit (Zejaria 8-4) «Així va dir el Déu dels Exèrcits, que encara seuran els ancians i les ancianes en els carrers de Jerusalem i l'home amb el seu suport en la seva mà per la seva longevitat. I els carrers de la ciutat s'ompliran de nens i nenes que jugaran en els seus carrers. Fins que no es va complir la profecia d'Uria, vaig témer que no s'anava a complir la profecia de Zejaria, però ara que s'ha complert la profecia d'Uria, sé que la profecia de Zejaria es complirà. Ells li van dir: "Akiva, ens has consolat" | » |

### Relació amb la seva esposa
El Talmud Babli tractat Shabat 86a ens explica: 
| « | Rabí Akiva va regalar-li una joia d'or molt important a la seva esposa. L'esposa del Nasí Raban Gamliel va veure la joia i va protestar al seu espòs. Aquest li va respondre: "Si tu haguessis fet per mi el que ella va fer per ell, jo hauria fet per tu el que ell va fer per ella". (en referència al fet que ella es va tallar les trenes i les va vendre perquè ell pogués continuar amb els seus estudis de Torà). | » |

### Entrada al Paradís
El Talmud Babli Tractat Jaguigà 14.2 ens explica:
| « | Quatre van entrar al Pardes, Ben Azai, Ben Zoma, Elisha ben Abuya i Rabi Akiva. Ben Azai va observar i va morir. Elisha ben Abuya va tallar les amarres, Rabí Akiva va entrar en pau i va sortir en pau. | » |

La paraula Pardes en hebreu pot traduir-se com a jardí, en referència al paradís, però també s'interpreta que és l'acrònim de les quatre formes d'interpretació de la Torà:
P per Pshat: Interpretació literal.
R per Remez: Interpretació al·lusiva el context, on totes les lletres ens diuen alguna cosa.
D per Drash: Interpretació Exegètica.
S per Sod: Interpretació secreta o mística.
Aquesta cita té múltiples interpretacions, sobretot cabalístiques. La majoria dels estudis concorden a prendre aquesta cita com la prova que el rabí Akiva estudiava els textos secrets cabalístics.

### Ensenyament de la Torà
El rabí Akiva va continuar amb l'ensenyament de la Torà en públic, tot i que el govern romà l'havia prohibit amb pena de mort, segons els decrets d'Hadrià. Papus ben Iehuda, va advertir al rabí Akiva que estava posant en risc la seva vida. El rabí Akiva li va contestar amb la següent paràbola: 
| « | Una guineu estava caminant una vegada per la vora d'un riu, i va veure com els peixos nedaven d'un costat a l'altre. -"De què esteu fugint?" Va demanar la guineu als peixos, -"Escapem de les xarxes del pescador". Van respondre els peixos, -"Aleshores veniu i quedeu-vos en la terra seca". Va dir la guineu. Els peixos van respondre: -"Ets tu l'animal més intel·ligent?, no ets llest sinó estúpid. Si aquí a l'aigua que és a on vivim, estem en perill, encara més ho estarem en la terra seca, a on ben segur morirem." | » |

Un Midraix explica que Moisès li va preguntar a Déu en el Sinaí, quan estava rebent la Llei, si aquesta continuaria en el temps. Déu va mostrar a Moisès l'acadèmia del rabí Akiva en una classe amb els alumnes, i Moisès no va entendre gens del que Akiva explicava. En un moment, un dels alumnes li va demanar a Akiva d'on venia aquesta llei, i Akiva va respondre: Moisès la va rebre de Déu en el Sinaí, aleshores Moisès es va tranquil·litzar sobre el futur de l'Halacà.

### Ensenyament dels Ketuvim
| « | El Món sencer no era digne del dia en què aquesta cançó sublim fou donada a Israel. | » |

 (Mixnà Yadayim 3:5).